# 기독교 종말론 견해들

기독교 천년기 해석의 비교

기독교 종말론 (Christian eschatology )이란 죽음, 세계의 종말, 인류의 심판, 인류의 궁극적인 운명과 같은 마지막 사건들과 관련된 신학 연구의 한 분야이다.  종말론적 구절은 기독교 성서의 여러 곳에서 발견되며 구약의 선지자, 특히 이사야와 다니엘에서 많은 부분이 발견된다.  마태 복음 24 장 , 마태 복음 25 장 , 일반 서신서 ,  바울서신서, 계시록과 같은 신약 성서에서도 많은 것들이 발견된다.  기독교 종말론에 대한 견해는 현재 요한 계시록에 대한 여러 기독교 종말론 적 해석에 대한 일반적인 개요이다.  그 차이점은 결코 하나의 주장은 다는 주장을 결코 대표하지 않는다. 각 각의 주장들은 많은 차이점이 있다. 일반적으로 전천년설, 세대주의적 전천년설, 후천년설, 그리고 무천년설이 있다.